# 名古屋市立横須賀郊外学園
名古屋市立横須賀郊外学園（なごやしりつよこすかこうがいがくえん）は、愛知県幡豆郡吉良町（のちの西尾市吉良町）に所在した名古屋市立の教育機関。

## 沿革
- 1940年（昭和15年）4月 - 横須賀村農民道場予定地として土地が確保され、翌月に開墾鍬入れ式が行われる[4]。
- 1942年（昭和17年）3月 - 農民道場講堂等の建物が落成し、道路・運動場も完成する[4]。
- 1945年（昭和20年）
  - 1月 - 三河地震により、前年9月より横須賀村字上横須賀の源徳寺・字荻原の海蔵寺において集団疎開を行っていた名古屋市立飯田国民学校の児童が被災し、農民道場において受け入れ[4]。
  - 9月 - 疎開児童が引揚げるが、同村との縁を切らないように一部児童が残留[5]。
  - 12月 - 名古屋市が日本再建のための人材育成を目的とした英才教育を目指し、焦土と化した名古屋市内から離れた場所に合宿形式による教育施設を設置することとし、福岡晋作がその設置に関する業務にあたることとなった[6]。設立に際して、同市の野間郊外学園がその参考となったという[6]。
- 1946年（昭和21年）
  - 1月31日 - 名古屋市内の学校より集められた教員に対して辞令が交付[7]。
  - 2月10日 - 名古屋市内の各国民学校長による推薦者のうち、希望者約60人が現地に到着し、農民道場に座卓を並べて講義が行われた[7]。希望者は小学4・5年生であった[8]。
  - 2月17日 - 名古屋市立横須賀郊外学園が合宿教育所として設立される[6]。
  - 3月15日 - 開園式が行われる[9]。
  - 12月4日 - 全員が新宿舎に入居[9]。
- 1947年（昭和22年）
  - 3月 -  宿舎が竣工する[10]。
  - 4月 -  戦争引揚児童向けの合宿教育所となる[10]。これは、外地引揚者の子女の就学措置が求められたことにより、当学園があてがわれたものである[7]。同年度末をもって英才教育希望者が小学校課程を修了したために、英才教育機関としての当学園の役目を終えた[7]。
  - 5月5日 - GHQの指令により、英才教育を中止する[11]。
- 1948年（昭和23年）3月31日 - 中学部を併置する[9]。
- 1949年（昭和24年）
  - 4月3日 - 中学部のみとなる[10]。小学部児童に関しては野間郊外学園に転出[12]。
  - 6月1日 - 職員について、熱田中学校教諭として在籍することとなる[12]。
  - 8月10日 - 職員について、沢上中学校教諭として在籍することとなる[12]。
- 1950年（昭和25年）4月1日 - 児童福祉法（第27条第1項第3号[13]）による養護施設となる[10]。在籍生徒について、沢上中学校の学籍として扱うこととなった[12]。
- 1955年（昭和30年）
  - 4月1日 - 名古屋市立横須賀郊外小学校が独立する[10]。これは従来、在籍児童および職員がそれぞれ各地の名古屋市立学校に在籍したままになっており、卒業式の前日に職員が在籍校を回って卒業証書を集める必要があるなどの問題があったために設置されたものである[14]。
  - 9月6日 - 新寮舎が竣工する[9]。
- 1957年（昭和32年）
  - 4月 - 宿舎増改築完成により、収容定員が80名となる[10]。
  - 5月1日 - 女子寮棟が竣工する[15]。
- 1961年（昭和36年）1月18日 - 新校舎が竣工する[15]。
- 1966年（昭和41年）
  - 12月13日 - 統合に先立ち、入居者が若松寮に移転[2]。
  - 12月31日 - 東春日井郡旭町大字新居へ他の郊外学園とともに統合され、名古屋市立緑丘小学校・中学校となり、廃止[2]。

### 歴代学園長
- 石川幸一（1944年8月～1946年3月）[16]
- 初代横須賀郊外学園長 - 福岡晋作（1946年1月～1947年7月）[16]
- 2代横須賀郊外学園長 - 金山幸平（1947年9月～1949年9月）[16]
- 3代横須賀郊外学園長 - 上原源治（1949年9月～1957年5月、1955年4月より初代横須賀郊外小学校長[10]）[16]
- 4代横須賀郊外学園長 - 和田和市（1957年5月～1961年6月）[16]
- 5代横須賀郊外学園長 - 岡田義一（1961年6月～1964年6月）[16]
- 6代横須賀郊外学園長 - 杉本秋義（1964年6月～）[16]

## 跡地
1993年当時、寮跡地は農協によるイチゴ無病菌増殖施設、校舎跡地は雑木林となり、運動場から校舎の階段およびプールは現存していたという。